# Clark (Missouri)
Clark – miasto w Stanach Zjednoczonych, w stanie Missouri.
W Clark urodził się amerykański generał Omar Bradley
Liczba mieszkańców w 2000 roku wynosiła 275.